# Thanh Nưa
Thanh Nưa là một xã thuộc huyện Điện Biên, tỉnh Điện Biên, Việt Nam.

## Địa lý
Xã Thanh Nưa nằm ở phía bắc huyện Điện Biên, có vị trí địa lý:
- Phía đông giáp thành phố Điện Biên Phủ
- Phía tây giáp Lào
- Phía nam giáp xã Thanh Luông và thành phố Điện Biên Phủ
- Phía bắc giáp xã Hua Thanh.

Xã Thanh Nưa có diện tích 26,35 km², dân số năm 2022 là 4.492 người,  mật độ dân số đạt 170 người/km².

## Hành chính
Xã Thanh Nưa được chia thành 13 bản: Hua Ná, Mển, Pom Khoang, Nà Lốm, Co Ké (Giảng), Độc Lập, Hạ, On, Phiêng Ban, Tông Khao, Co Pao, Hồng Lạnh, Thanh Bình – Co Rốm.

## Lịch sử
Ngày 26 tháng 9 năm 2003, Chính phủ ban hành Nghị định số 110/2003/NĐ-CP về việc điều chỉnh 251 ha diện tích tự nhiên và 2.627 nhân khẩu của xã Thanh Nưa về thành phố Điện Biên Phủ để thành lập phường Thanh Trường. 
Sau khi điều chỉnh địa giới hành chính, xã Thanh Nưa thuộc huyện Điện Biên còn lại 10.099 ha diện tích tự nhiên và 5.301 nhân khẩu.
Ngày 25 tháng 8 năm 2012, Chính phủ ban hành Nghị quyết số 45/NQ-CP về việc thành lập xã Hua Thanh trên cơ sở điều chỉnh 7.217,93 ha diện tích tự nhiên và 3.358 nhân khẩu của xã Thanh Nưa.
Sau khi điều chỉnh địa giới hành chính, xã Thanh Nưa còn lại 2.802,1 ha diện tích tự nhiên, 3.368 người và 17 bản: Hua Ná, Mển 1, Mển 2, Pom Khoang, Nà Lốm I, Nà Lốm II, Co Ké (Giảng), Quyết Thắng, Độc Lập, Hạ, On, Phiêng Ban, Tông Khao, Co Pao, Hồng Lạnh, Thanh Bình, Co Rốm.
Ngày 10 tháng 7 năm 2019, HĐND tỉnh Điện Biên ban hành Nghị quyết số 116/NQ-HĐND về việc:
- Thành lập Bản Mển trên cơ sở Bản Mển 1 và Bản Mển 2.
- Sáp nhập bản Quyết Thắng vào thôn Độc Lập.
- Thành lập Bản Nà Lốm trên cơ sở bản Nà Lốm 1 và bản Nà Lốm 2.
- Thành lập thôn Thanh Bình – Co Rốm trên cơ sở thôn Thanh Bình và thôn Co Rốm.